# L'americano (ópera)
L'americano (título original en italiano; en español, El americano) es un intermezzo a cuatro voces en dos actos con música del compositor Niccolò Piccinni y libreto de Angelo Longi. Se estrenó en el Teatro Capranica de Roma el 22 de febrero de 1772 con ocasión del carnaval que se celebraba en la ciudad aquel año. La ópera fue bien acogida por el público romano y fue objeto de varias reposiciones en los años posteriores (se recuerda la de Ratisbona del año 1776) con diversos títulos: L'americano incivilito y  L'americano ingelito.